# Taşlıçiftlik, Tokat
Taşlıçiftlik là một xã thuộc thành phố Tokat, tỉnh Tokat, Thổ Nhĩ Kỳ. Dân số thời điểm năm 2011 là 3.232 người.